# 円筒型三足土器
円筒型三足土器（えんとうがたさんそくどき;Cylinderical Tripod/Tripod Cylinder）はテオティワカンあるいはその影響を表す特徴的な土器で、円筒状の本体（胴部）に三つの「足」（脚）を取り付けた形状を呈する。ティカルのPD50という遺構から出土の土器に描かれた図像などから、王族、貴族層の儀式等に使われたと考えられる。
もともとは、先古典期後期のチャパス州（イサパなど）やグアテマラ起源ともいわれ、テオティワカンでも、概ね古典期前期にあたるトラミミロルパ期の土器は、チャパス州やグアテマラの土器に似て三箇所の脚部（土器の名称は「三足」でも土器の部位の名称は「脚部」）は円錐状である。しかし、時期が下るにつれて三箇所の脚部は空洞の四角柱状（網目や段をつけるものもある）になったり、先端に丸みをつけた空洞の円柱状になったりバラエティに富むようになる。
円筒型三足土器は、マヤ地域の遺跡、メキシコ湾岸の遺跡、グアテマラの遺跡（主としてカミナルフューなど）からテオティワカンからの直輸入品やテオティワカンのものを模倣したり、テオティワカンのものを模倣しつつアレンジを加えたりしたものが王族、貴族層の墓から出土している。